# Parnall Scout
Parnall Scout, biệt danh không chính thức là Kẻ đi săn Zeppelin, là một mẫu thử máy bay tiêm kích của Anh trong thập niên 1910. Đây là mẫu máy bay tiêm kích đầu tiên do Parnall thiết kế.

## Tính năng kỹ chiến thuật (Scout)
Dữ liệu lấy từ 
Đặc tính tổng quát
- Kíp lái: 1
- Sải cánh trên: 44 ft (13 m)
- Sải cánh dưới: 40 ft (12 m)
- Diện tích cánh: 516 foot vuông (47,9 m2)
- Sức chứa nhiên liệu: 36 gal Anh (164 l)
- Động cơ: 1 × Sunbeam Maori II động cơ piston V-12, làm mát bằng nước, 250 hp (190 kW)
- Cánh quạt: 2-lá

Hiệu suất bay
- Vận tốc cực đại: 113,5 mph (183 km/h; 99 kn) trên mực nước biển

101,5 mph (163 km/h) ở độ cao 10,000 ft (3 m)

Vũ khí trang bị

- Súng: 1x súng máy Lewis 0,303 in (8 mm)